# Meurig ap Arthfael
Pour les articles homonymes, voir Meurig.
Meurig ap Arthfael est roi de Gwent dans les années 840.
Meurig ap Arthfael et son frère Rhys (le père de Hywel ap Rhys) sont les fils de Arthfael ap Gwiard. Ils gouvernent conjointement à partir de la décennie 830. On connaît peu de chose de leurs règnes, bien qu'il semble certain que le royaume de Gwent est à cette époque divisé entre fils, frères et cousins, ce qui l'affaiblit fortement. Il est toutefois encore capable de faire face militairement aux incursions des Vikings danois et du royaume de Mercie. Sa mort est relevée en 873 dans les Annales Cambriae  ce qui permet de lui attribuer en règne de 848 à 874. Les deux fils de Meurig, Brochfael et Ffernfael, lui succèdent conjointement.